# Voltaj
Voltaj er en rumænsk musikgruppe, der har eksisteret siden 1982. De skal repræsentere Rumænien i Eurovision Song Contest 2015 i Wien med nummeret "De la capăt" efter at have vundet den nationale udvælgelse Selecţia Naţională med nummeret den 8. marts 2015.